# Ulla Werbrouck
Ulla Werbrouck (ur. 24 stycznia 1972 w Roeselare) – belgijska judoczka. Złota medalistka olimpijska z Atlanty.
Brała udział w trzech igrzyskach olimpijskich (IO 92, IO 96, IO 00). W 1996 zdobyła złoty medal w wadze półciężkiej, do 72 kilogramów. Zdobyła cztery medale mistrzostw świata - dwa srebrne (1995 i 1999) i dwa brązowe (1997 i 2001). Wywalczyła również siedem złotych medali mistrzostw Europy (1994, 1995, 1996, 1997, 1998, 1999 i 2001), srebro w 1992 i 1993 oraz brąz w 1989, 1990, 1991 i 2000. Siedmiokrotnie była mistrzynią Belgii seniorów. Pierwsza na Igrzyskach dobrej woli w 1994. Startowała w Pucharze Świata w latach 1989–1992 i 1995–2001.
Zasiadała w Izbie Reprezentantów oraz w Parlamencie Flamandzkim z ramienia Listy Dedeckera.